# Sumo sacerdote de Osiris
| R8 | U36 | T8 | n | Q1 · D4 |

| R8 | U36 | T8 | n | Q1 · D4 |

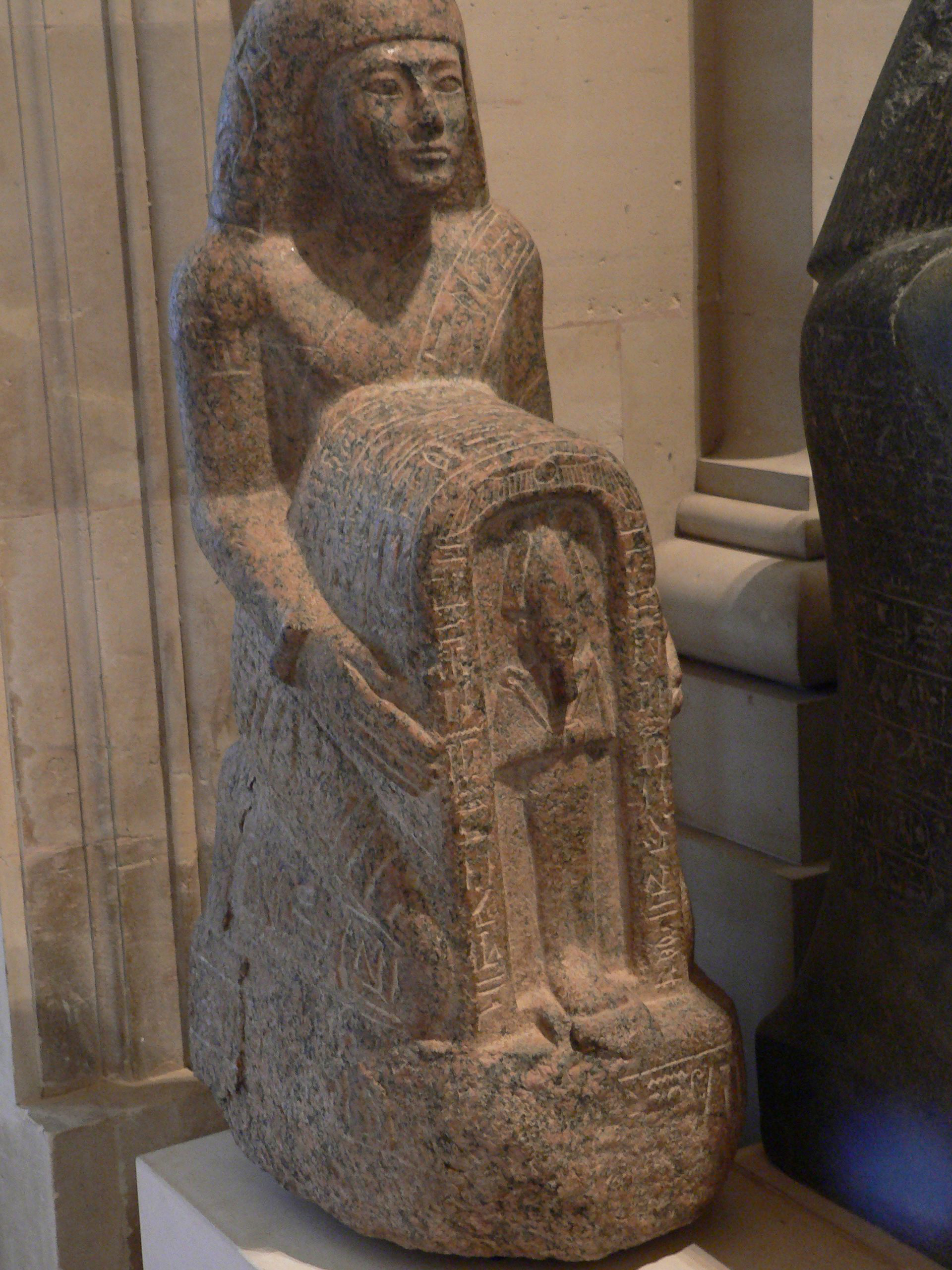
Yuyu, sumo sacerdote de Osiris en Abidos en tiempos de Ramsés II.

Los sumos sacerdotes de Osiris servían al dios Osiris en Abidos. Afirmaban tener una reliquia de la mayor importancia, la cabeza del dios. La adoración de Osiris en sus diversas formas comenzó en la Dinastía XII, convirtiéndose en la más importante después. 
Algunos sumos sacerdotes importantes conocidos: 

## Dinastía XVIII
- Nebuai[1]  (o Nebuauy), en tiempos de Tutmosis III.
- Heqanefer, en tiempos de Tutmosis III y Amenhotep II.
- To,[2] en tiempos de Horemheb y Ramsés I, a finales de la dinastía.

## Dinastía XIX
- Hat,[2] en tiempos de Ramsés I y Seti I, posiblemente, cuñado de To.
- Mery,[2] en tiempos de Seti I y Ramsés II, hijo de Hat y su esposa Iuy. La esposa de Mery, Maianuy, era hija de To y de Buia.
- Uenennefer,[2] en tiempos de Ramsés II, hijo de Mery y Maianuy, hija de To y Buia.
- Hori I,[2] en tiempos de Ramsés II, hijo de Uenennefer y Tiy.
- Yuyu,[2] en tiempos de Ramsés II y Merenptah, hijo de Uenennefer y Tiy y hermano de Hori.
- Siese, en tiempos de Merenptah, hijo de Yuyu.

## Dinastía XX
- Hori II, en tiempos de Ramsés III, hijo de Yuyu.